# Mjakinino (stanice metra v Moskvě)

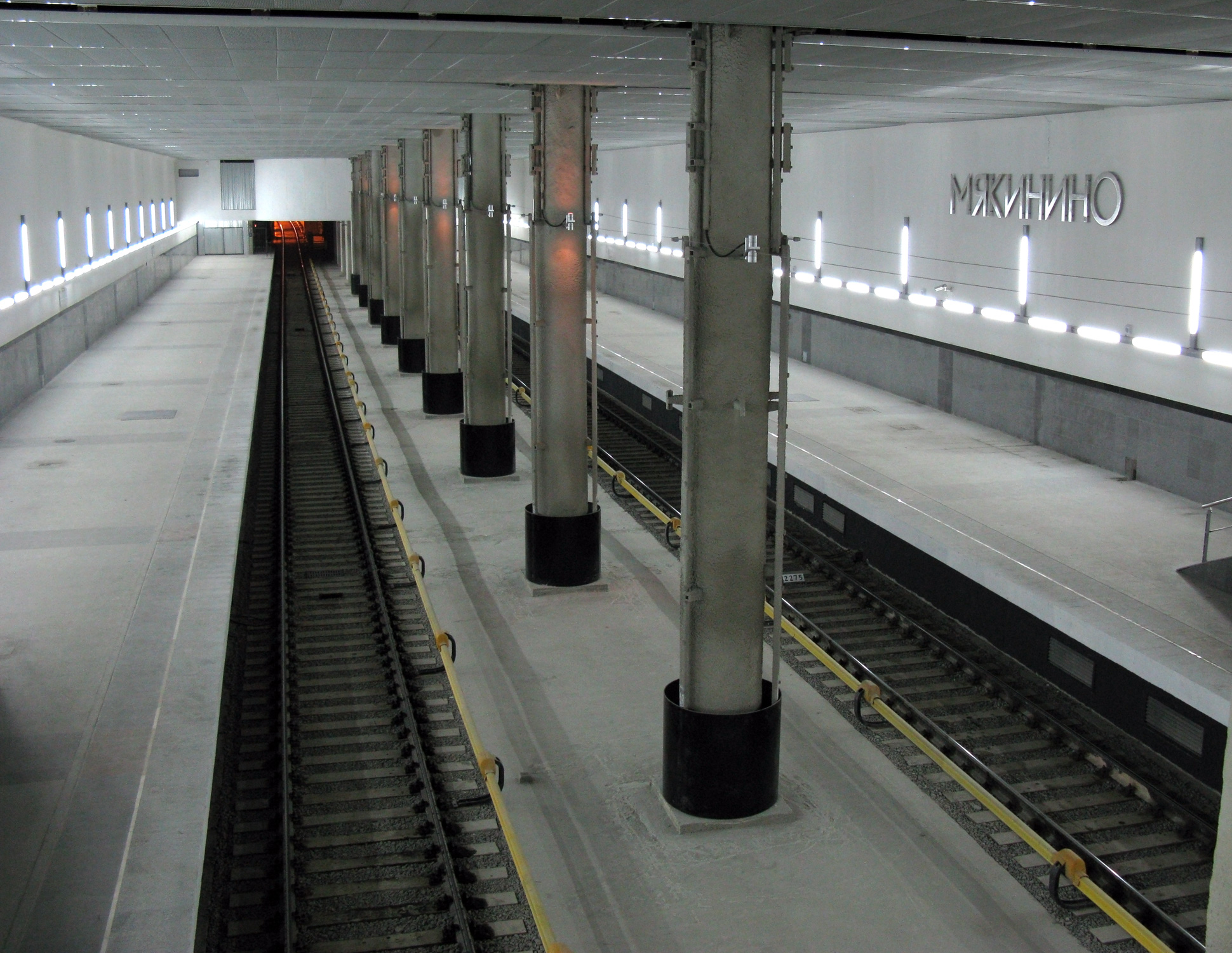
Strohý vzhled stanice Mjakinino

Mjakinino (rusky Мякининo) je stanice Arbatsko-Pokrovské trasy moskevského metra.
Leží mezi stanicemi Strogino (Строгино) a Volokolamskaja (Волоколамская). Byla otevřena 26. prosince 2009.
Jedná se o první stanici mimo hranice města Moskva; nachází v satelitním městě Krasnogorsk (Moskevská oblast). Stavba tunelu od stanice Strogino byla zahájena v roce 2008.